# Падение Римской империи (фильм)
«Падение Римской империи» (англ. The Fall of the Roman Empire) — кинофильм 1964 года режиссёра Энтони Манна, один из классических голливудских пеплумов.

## Сюжет
Действие фильма происходит приблизительно в 180—193 гг. н. э. — начале упадка Римской империи. Это время правления императора Марка Аврелия и впоследствии его сына Коммода. Сюжет повествует о противостоянии Марка Аврелия угрозе нападения германских племён и одновременно о сложной политической борьбе с оппонентами внутри страны.
Марк Аврелий собирается сделать своим наследником своего полководца — Гая Метелла Ливия. Между тем его родной сын Коммод, понимая, что может лишиться трона императора, начинает плести интриги против Ливия.
Конфликт между Коммодом и Ливием становится непреодолимым после его победы над персами. Коммод предложил ему стать своим соправителем в обмен на уничтожение ряда поселений с их жителями. Вернувшийся в Рим неподчинившийся Ливий был обвинён императором и сенатом в измене. Он был лишён звания командующего римской армией и вызван Коммодом на поединок. Ливий убил императора, но отказался затем вступить на престол.

## В ролях
- Софи Лорен — Луцилла
- Кристофер Пламмер — Коммод
- Алек Гиннес — Марк Аврелий
- Джеймс Мэйсон — Тимонид
- Стивен Бойд — Ливий
- Энтони Куэйл — Верул
- Джон Айрленд — Балломар
- Омар Шариф — Сохам, царь Великой Армении
- Мел Феррер — Клеандр
- Эрик Портер — Юлиан
- Финли Карри — сенатор
- Эндрю Кейр — Полибий
- Дуглас Уилмер — Песценний Нигер

## Награды
- Номинация на «Оскар» за лучшую музыку.
- Премия «Золотой глобус» за лучшую музыку.